# شارل إيتاندج

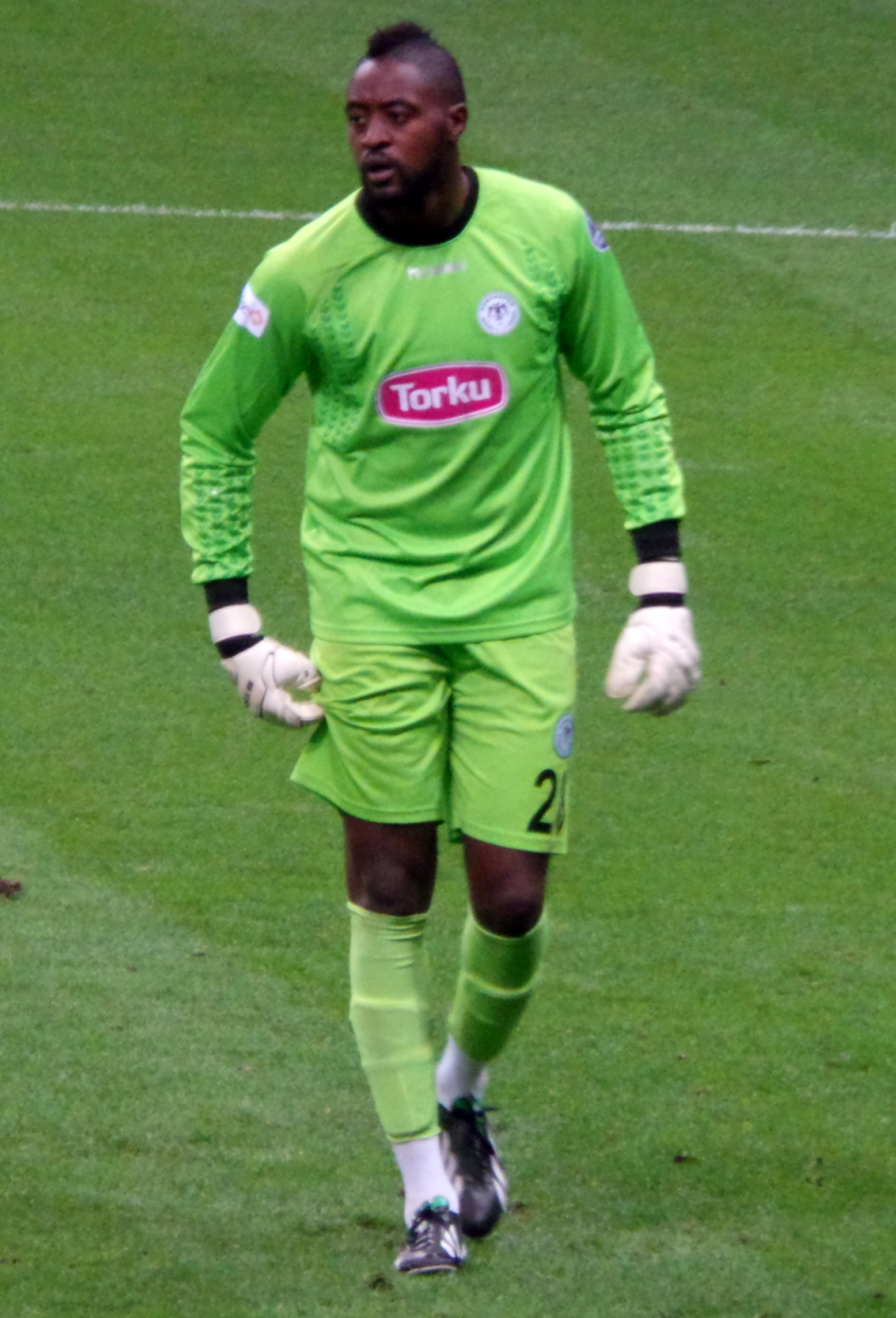
شارل إيتاندج مع قونيا سبور في 2013

شارل هوبير إيتاندج (بالفرنسية: Charles-Hubert Itandje)‏ (ولد في 2 نوفمبر 1982 في بوبيني، فرنسا) لاعب كرة قدم دولي كاميروني سابق لعب لعدة أندية ابرزهم النجم الأحمر، لانس، ليفربول، أتروميتوس، قونيا سبور و‌باوك.

## روابط خارجية
- شارل إيتاندج على موقع الاتحاد الدولي (مؤرشف)  (الإنجليزية)
- شارل إيتاندج على موقع الاتحاد الأوربي (الإنجليزية)
- شارل إيتاندج على موقع اتحاد تركيا (لاعب) (الإنجليزية)
- شارل إيتاندج على موقع قاعدة بيانات كرة القدم.إي يو (الإنجليزية)
- شارل إيتاندج على موقع ليكيب (الفرنسية)
- شارل إيتاندج على موقع ناشيونال فوتبول تيمز (الإنجليزية)
- شارل إيتاندج على موقع Soccerbase.com (لاعب) (الإنجليزية)
- شارل إيتاندج على موقع Soccerway.com (الإنجليزية)
- شارل إيتاندج على موقع عالم كرة القدم.نت (الإنجليزية)
- شارل إيتاندج على موقع AS.com (الإسبانية)